# بدون اسلحه
بدون اسلحه (انگلیسی: Gunless) فیلمی در ژانر وسترن و کمدی به کارگردانی ویلیام فیلیپس که در سال ۲۰۱۰ توسط آلیانس فیلمز منتشر شد.

## داستان
در سال ۱۸۷۸ هفت‌تیرکش آمریکایی وارد شهر کوچکی در کانادا می‌شود. شهری که در آن از خبری از غرب وحشی نیست…

## تولید
فیلم در اوسویوس در استان بریتیش کلمبیا فیلم‌برداری شده و فروشی در حدود ۱۰ میلیون دلار کانادا داشته‌است.